# Spiral (Pendulum)
Spiral è il secondo singolo del gruppo musicale australiano Pendulum, pubblicato il 1º marzo 2004 dalla Uprising Records.

## Pubblicazione
Il singolo venne inizialmente distribuito il 10 luglio 2003 sotto forma di disco promozionale in Nuova Zelanda con l'aggiunta dell'inedito Ulterior Motive nel lato B, venendo reso disponibile per il commercio a inizio marzo 2004.

## Accoglienza
Il singolo ricevette alcune recensioni: un critico elogiò Spiral, descrivendola come «un poema epico», mentre definì il lato B Ulterior Motive «un non-capolavoro».

## Tracce
- Lato A

1. Spiral – 6:28

- Lato B

1. Ulterior Motive – 6:10

## Formazione
- Rob Swire – voce, produzione, missaggio
- Gareth McGrillen – produzione
- Paul Harding – produzione
- Neil Devine – mastering